# Chaussette surprise
Pour plus de détails, voir Fiche technique et Distribution.
Chaussette surprise est un film français réalisé par Jean-François Davy, sorti en 1978.

## Synopsis
Trois hommes en couple, Bernard, Antoine et Raphaël, ainsi qu'un obsédé de télévision célibataire, sont victimes d'un accident de la circulation et se retrouvent à l'hôpital pendant trois semaines. Ils y sèment le désordre et se livrent à de nombreuses facéties. 
Leurs femmes respectives, Nathalie, Bernadette et Juliette, se retrouvent seules et elles en profitent pour faire des changements dans leurs vies.
Alors que Bernadette gère à sa façon les problèmes financiers de son couple, Juliette essaie de promouvoir les inventions de son mari auprès d'un homme entreprenant. Nathalie quant à elle poursuit ses efforts pour devenir actrice et elle entretient une relation passagère avec Luc, le fils de Bernard. Elle finit néanmoins par rompre avec Luc et par se réconcilier avec Bernard.
Les trois couples se ressoudent finalement peu avant la sortie de l'hôpital et Bernadette, aidée de son mari, gagne 500 000 francs à un jeu télévisé. 
Les trois blessés et l'obsédé de télévision sortent finalement de l'hôpital avec de nombreux projets d'avenir en tête.

## Fiche technique
- Titre français : Chaussette surprise
- Réalisation : Jean-François Davy
- Scénario : Jean-François Davy et Jean-Claude Carrière
- Musique : Marie-Paule Belle
- Photographie : Jacques Guérin[1]
- Son : Michel Chamard
- Décors : Michel Breton
- Montage : Thierry Derocles
- Production : Jean-François Davy
- Genre : Comédie
- Pays d'origine :  France
- Format : Couleurs - 35 mm - 1,66:1 - Mono
- Date de sortie : France, 14 juin 1978

## Distribution
- Bernadette Lafont : Bernadette
- Anna Karina : Nathalie
- Christine Pascal : Juliette
- Michel Galabru : L'obsédé de la télévision
- Bernard Haller : Bernard
- Rufus : Antoine
- Bernard Le Coq : Raphaël
- Claude Piéplu : Le médecin
- Agnès Soral : Charlotte
- Marcel Dalio : Monsieur L'église
- Henri Guybet : L'assistant
- Micha Bayard : L'infirmière
- Didier Sauvegrain : Luc
- Jean-Claude Carrière : Fournier
- Lucien Jeunesse : lui-même en animateur du jeu TV
- Romain Bouteille : Romain
- Patrice Minet : François
- Philippe Manesse : Victor
- Dominique Vallée : La fille des essais
- Gilles Dreu : Le costaud
- Guy Piérauld : Le chauffeur de taxi
- Laurence Badie : Crevette
- Michel Blanc : L'interne
- Gérard Croce : L'homme au téléphone
- Claude Marcault : L'infirmière
- Michel Charrel : L'antiquaire des puces
- Marcel Gassouk : L'accidenté du travail
- François Viaur : Le créancier